# 千曲川旅情の歌
『千曲川旅情の歌』（ちくまがわりょじょうのうた）は、島崎藤村の詩。この詩に作曲した歌曲も有名である。

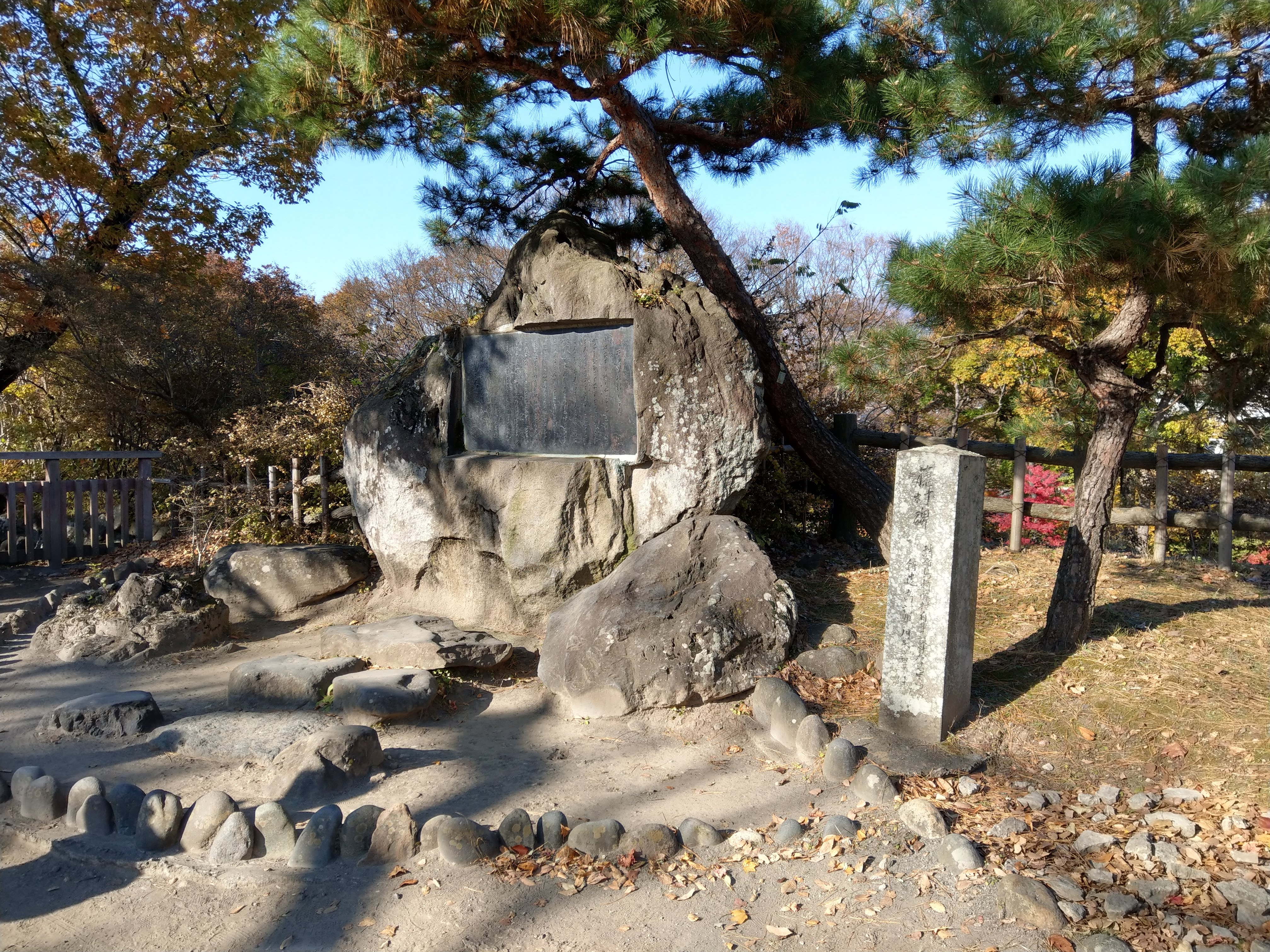
懐古園にある歌碑

明治38年（1905年）に発行された「落梅集」が初出。同詩集冒頭に収められた『小諸なる古城のほとり』、後半の『千曲川旅情のうた』を、後に藤村自身が自選藤村詩抄にて『千曲川旅情の歌　一、二』として合わせたものである。この詩は「秋風の歌」（若菜集）や「椰子の実」（落梅集）と並んで藤村の秀作とされる。詩に歌われた小諸城址は、跡地の一隅が懐古園として整備され「小諸なる古城のほとり」の歌碑が建立されている。

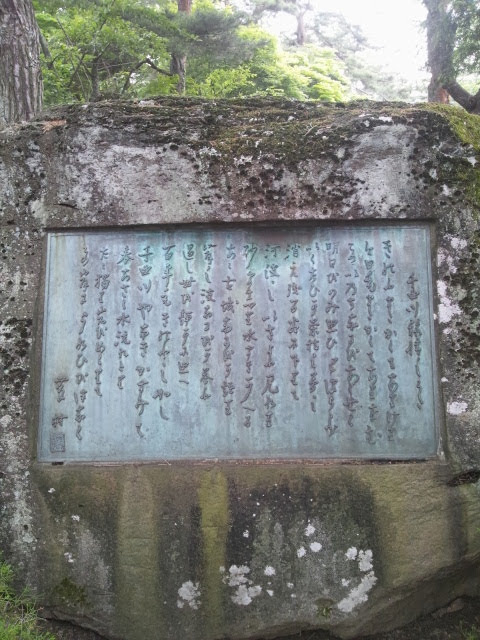
稲荷山にある碑

　佐久市臼田の稲荷山公園内には「千曲川旅情のうた」の碑が建立されている。
幾度と無く曲が付けられ、多くの歌い手に歌われてきた。特に、「小諸なる…」に作曲した弘田龍太郎の歌曲作品「千曲川旅情の歌」（「小諸なる古城のほとり」）は広く演奏され、NHKのTV番組名曲アルバムなどでもたびたび放送されている。弘田は後半の「昨日またかくてありけり」にも作曲している。

## 詩
```
「小諸なる古城のほとり」　　-落梅集より-
　　　　　　　　　　　　　　　　　　　　　　　　　　　　　島崎藤村

小諸なる古城のほとり　　　　　　　　　　
雲白く遊子（いうし）悲しむ
緑なすはこべは萌えず　　　　　　　
若草も藉（し）くによしなし
しろがねの衾（ふすま）の岡辺（おかべ）　
日に溶けて淡雪流る

あたゝかき光はあれど　　　　　　　　　　
野に満つる香（かをり）も知らず
浅くのみ春は霞みて　　　　　　　　　　　
麦の色わづかに青し
旅人の群はいくつか　　　　　　　　　　　
畠中の道を急ぎぬ

暮行けば浅間も見えず　　　　　　　　　　
歌哀（かな）し佐久の草笛
千曲川いざよふ波の　　　　　　　　　　　
岸近き宿にのぼりつ
濁（にご）り酒濁れる飲みて　　　　　　　
草枕しばし慰む

「千曲川旅情の歌」　　　　　-落梅集より-
　　　　　　　　　　　　　　　　　　　　　　　　　　　　　島崎藤村

昨日またかくてありけり　　　　　　　　　
今日もまたかくてありなむ
この命なにを齷齪　　　　　　　　　　　　
明日をのみ思ひわづらふ

いくたびか栄枯の夢の　　　　　　　　　　
消え残る谷に下りて
河波のいざよふ見れば　　　　　　　　　　
砂まじり水巻き帰る

嗚呼古城なにをか語り　　　　　　　　　　
岸の波なにをか答ふ
過し世を静かに思へ　　　　　　　　　　　
百年もきのふのごとし（百年もきのふのごとし）

千曲川柳霞みて　　　　　　　　　　　　　
春浅く水流れたり
たゞひとり岩をめぐりて　　　　　　　　　
この岸に愁を繋ぐ（この岸に愁を繋ぐ）

```